# Brigitte Geißel
Brigitte Geißel (* 20. Juli 1962 in Würzburg) ist eine deutsche Politikwissenschaftlerin und politische Soziologin. Sie lehrt seit 2009 als Professorin an der Johann Wolfgang Goethe-Universität, Frankfurt am Main.  Zu den Forschungsinteressen Geißels gehören demokratische Innovationen, neue Formen des Regierens und politische Akteure (neue soziale Bewegungen, Verbände, Zivilgesellschaft, Parteien, politische Eliten, Bürger). 2012 gründete sie die Forschungsstelle „Demokratische Innovationen“, deren Leitung sie seither innehat.

## Werdegang, Forschung und Lehre
Geißel studierte von 1983 bis 1988 Politikwissenschaft an der Freien Universität Berlin, 1988 graduierte sie als Diplom-Politologin. Nach zwei Jahren als wissenschaftliche Mitarbeiterin am Zentralinstitut für sozialwissenschaftliche Forschung der FU Berlin, sowie als Stipendiatin des Vereins zur Förderung gesellschaftskritischer Sozialwissenschaft e.V., wechselte sie an das Institut für Sozialwissenschaften der Technischen Universität Berlin, an der sie 1999 promovierte. Nach Aufenthalten als Research Fellow an der University of Illinois at Urbana-Champaign und als wissenschaftliche Mitarbeiterin u. a. am  Institut für Politikwissenschaft der TU Darmstadt, dem Zentrum für Technik und Gesellschaft der TU Berlin und dem Institut für Soziologie der Martin-Luther-Universität Halle-Wittenberg, als Lehrstuhlvertreterin an der Westfälischen Wilhelms-Universität Münster und am Wissenschaftszentrum Berlin für Sozialforschung, habilitierte sie sich 2007 an der Philipps-Universität Marburg mit der Schrift „Politische Kritik - Gefahr oder Ressource für Demokratien? Eine empirische Analyse“. Die Arbeit erschien 2011 unter dem Titel Kritische Bürger: Gefahr oder Ressource für die Demokratie? 2009 folgte sie einem Ruf der Johann Wolfgang Goethe-Universität Frankfurt am Main, dort ist sie Hochschullehrerin und Professorin für Politikwissenschaft und politische Soziologie mit dem Schwerpunkt Staat und Politik in der Bundesrepublik Deutschland im europäischen Kontext. Von Oktober 2018 bis September 2019 war sie Senior Fellow am Alfried Krupp Wissenschaftskolleg Greifswald.  Als Gastprofessorin oder zu Forschungsaufenthalten hielt sie sich an mehreren Hochschulen auf wie der Abo Akademi, Finnland, der Vietnamese German University Saigon, Vietnam, oder Harvard University, Cambridge. Geißel nimmt zu gesellschaftspolitischen Fragen Stellung, so im Beteiligungsportal Baden-Württemberg oder dem Landtag Nordrhein-Westfalen, sie engagiert sich auch im Kuratorium von Mehr Demokratie e.V.

## Mitgliedschaften
Geißel ist Mitglied u. a. in der Deutschen Vereinigung für Politikwissenschaft (DVPW), in der International Political Science Association (IPSA), dem International Research Network on Gender, Politics and State, der American Political Science Association (APSA), dem  European Consortium for Political Research (ECPR), im Wissenschaftlichen Beirat des Forums „Demokratie leben lernen“ der Hessischen Stiftung Friedens- und Konfliktforschung, der World Association for Public Opinion Research, dem Council of European Studies.

## Schriften (Auswahl)
- Demokratie als Selbst-Regieren. Demokratische Innovationen von und mit Bürgerinnen und Bürgern. Verlag Barbara Budrich, Opladen 2024, ISBN 978-3-8474-3040-7.[10]
- Kritische Bürger. Gefahr oder Ressource für die Demokratie? (= Studien zur Demokratieforschung. Bd. 12). Campus-Verlag, Frankfurt am Main / New York 2011, ISBN 978-3-593-39392-6 (Teilw. zugl.: Marburg, Universität, Habilitationsschrift, 2007)
- mit Alexandra Manske (Hrsg.): Kritische Vernunft für demokratische Transformationen. Festschrift für Christine Kulke. Budrich, Opladen 2008, ISBN 978-3-940755-20-9.
- mit Birgit Seemann (Hrsg.): Bildungspolitik und Geschlecht. Ein europäischer Vergleich (= Politik und Geschlecht. Bd. 5). Leske + Budrich, Opladen 2001, ISBN 3-8100-3084-8.[11]
- Politikerinnen. Politisierung und Partizipation auf kommunaler Ebene (= Forschung Politikwissenschaft. Bd. 42). Leske + Budrich, Opladen 1999, ISBN 3-8100-2538-0 (Zugl.: Berlin, Techn. Univ., Diss., 1998 u.d.T.: Geißel, Brigitte: Wege von Frauen in die Partei- und Kommunalpolitik)
- mit Stefan Jung: Mehr Mitsprache wagen – Ein Beteiligungsrat für die Bundespolitik. Für ein besseres Morgen. Friedrich-Ebert-Stiftung, Berlin, 2019, ISBN 978-3-96250-469-4.
- mit Petra Guasti: Rethinking representation. Representative claims in global perspective . In: Politics and governance. Vol. 7, Nr. 3, 24. September 2019.
- mit Marko Joas (Hrsg.): Participatory Democratic Innovations in Europe. Improving the Quality of Democracy? Barbara Budrich, Opladen 2013, ISBN 978-3-8474-0113-1.
- mit Kenneth Newton (Hrsg.): Evaluating Democratic Innovations. Curing the Democratic Malaise? Routledge, London 2012, ISBN 978-0-415-66919-1.
- Mit Beteiligung aus der Krise. Innovationssansätze für die Demokratie von morgen. In: Neue Gesellschaft / Frankfurter Hefte. Jahrgang 70, Nr. 7/8. Dietz, Bonn 2023.
- mit Ferdinand Müller-Rommel: Perspectives on democracy. In: Politische Vierteljahresschrift. Volume 61, 2020, S. 225–235.